# ماراتن در المپیک
الگو:Infobox Olympic athletics event
ماراتن (ماراتون) در بازی‌های المپیک تابستانی تنها رویداد دوی جاده‌ای است که در مسابقات چند ورزشی برگزار می‌شود. ماراتن مردان از اولین المپیک مدرن، در سال ۱۸۹۶، در برنامه دو و میدانی المپیک حضور داشته است. نزدیک به نود سال بعد، مسابقات بخش زنان در المپیک ۱۹۸۴ لس آنجلس به برنامه اضافه شد.

## تاریخچه
رویداد ماراتن مدرن ایجاد شد و بعدتر از طریق مسابقات المپیک شکل آن اصلاح شد. ایده برگزاری مسابقه ماراتن در اولین المپیک توسط میشل برئال به پیر دو کوبرتن پیشنهاد شد. بر اساس یک افسانهٔ رایج، این ورزش از نبرد ماراتن در یونان باستان الهام گرفته شده، که در آن سربازی به نام فیدیپیدس از شهر ماراتن به آتن دوید تا پیام پیروزی یونانی‌ها بر ایرانیان را به مژده دهد. به پاسداشت این سرباز، ورزشکاران یونان باستان یک دور ۱۸۹۶ را از شهر ماراتون آغاز می‌کردند و در استادیوم پاناتنایک آتن به پایان رسانیدند؛ مسافتی در حدود ۴۰ کیلومتر (۲۵ مایل). در ۱۰ آوریل ۱۸۹۶، اسپیریدون لوئیس، کِشتی‌بر یونانی، اولین ماراتن المپیک را در ۲ ساعت و ۵۸ دقیقه و ۵۰ ثانیه برنده شد. مسیر بین ماراتن و استادیوم پاناتنایک زمانی که آتن میزبان بازی‌های سال ۲۰۰۴ بود، احیاء شد و مورد استفاده قرار گرفت.
در نسخه‌های اولیه، مسافت مسابقه از ۴۰ تا ۴۲ کیلومتر (۲۵ تا ۲۶ مایل) متغیر بود؛ زیرا معمولاً بر اساس فاصله بین دو نقطهٔ مبدأ و مقصد است که سازمان‌دهندگان مسیر را تعیین می‌کردند. در المپیک ۱۹۰۸ لندن، مسافت استاندارد ۲۶ مایل، ۳۸۵ یارد (۴۲٫۱۹۵ کیلومتر) معرفی شد. با این حال، تا المپیک ۱۹۲۴ پاریس این فاصله رسماً به استاندارد المپیک تبدیل نشده بود.
ماراتن المپیک بلافاصله در دنیای غرب محبوبیت پیدا کرد و به سرعت مسابقات طولانی مدت سالانه متعددی از جمله ماراتن بوستون در سال ۱۸۹۷، ماراتن تور پاریس در سال ۱۹۰۲، ماراتن یانکرز در سال ۱۹۰۷ و ماراتن پلی‌تکنیک لندن در سال ۱۹۰۹ افتتاح شدند. این گونه ماراتن‌ها نقش کلیدی در گسترش جنبش دوی جاده ای در سطح بین‌المللی در طول قرن بیستم میلادی ایفا کردند.
این یک سنت شده است که ماراتن المپیک مردان آخرین رویداد در تقویم بازی‌های روز پایانی المپیک باشد. برای سال‌ها، از بازی‌های توکیو ۱۹۶۴ به بعد، مسابقه در داخل استادیوم المپیک به پایان می‌رسید. با این حال، در بازی‌های ۲۰۰۴ آتن، خط پایان در استادیوم تاریخی پاناتنایک بود. در بازی‌های لندن ۲۰۱۲، شروع و پایان در مال لندن بود، و در بازی‌های ۲۰۱۶ ریو، شروع و پایان در سامبادروم بود که جایی است که رژه‌های رقص و کارناوال را غالباً در آنجا تماشا می‌کنند. در بازی‌های ۲۰۲۰ توکیو، به دلیل نگرانی‌های گرمایی در شهر میزبان، ماراتن به جای توکیو در ساپورو برگزار شد. اغلب، مدال‌های ماراتن مردان در مراسم اختتامیه اهدا می‌شوند. در سال ۲۰۲۰، هر دو مدال مردان و زنان با هم ارائه شد. در بازی‌های المپیک ۲۰۲۴ پاریس، ماراتن زنان آخرین رویداد بود تا برابری جنسیتی و حقوق زنان را نشان دهد.
رکوردهای المپیک برای این رشته عبارتند از ۲:۰۶:۲۶ برای مردان که توسط تمیرات تولا در سال ۲۰۲۴ ثبت شد و ۲:۲۲:۵۵ ساعت برای زنان که سیفان حسن در سال ۲۰۲۴ به ثبت رساند. رکورد جهانی ماراتن مردان چندین بار در المپیک بهبود یافته است: در سال‌های ۱۹۰۸، ۱۹۲۰، و سپس در المپیک‌های پی در پی توسط آببه بیکیلا در سال‌های ۱۹۶۰ و ۱۹۶۴. آببه بیکیلا، والدمار سییرپینسکی و الیود کیپچوگه تنها ورزشکارانی هستند که موفق به کسب دو مدال طلای المپیک در رشتهٔ ماراتن شده‌اند. هیچ ورزشکاری بیش از دو مدال از هر رنگی کسب نکرده است. اتیوپی با ۶ مدال بیشترین مدال طلا را در این مسابقات کسب کرده است، در حالی که کنیا با ۱۵ مدال در مجموع بیشترین مدال را به خود اختصاص داده است.

## خلاصه مدال

### مردان
| بازی‌ها          | طلا                               | طلا       | نقره                              | نقره      | برنز                                   | برنز      |
| ۱۸۹۶ آتن        | اسپریدون لوئیس · یونان            | ۲:۵۸:۵۰   | خاریلوس واسیلاکوس · یونان         | ۳:۰۶:۰۳   | دیولا کلنر · مجارستان                  | ۳:۰۶:۳۵   |
| ۱۹۰۰ پاریس      | میشل تئاتو · فرانسه               | ۲:۵۹:۴۵   | امیل شامپیون · فرانسه             | ۳:۰۴:۱۷   | ارنست فست · سوئد                       | ۳:۳۷:۱۴   |
| ۱۹۰۴ سنت لوئیس  | توماس هیکس · ایالات متحده آمریکا  | ۳:۲۸:۵۳   | آلبر کوره · فرانسه                | ۳:۳۴:۵۲   | آرتور ال. نیوتون · ایالات متحده آمریکا | ۳:۴۷:۳۳   |
| ۱۹۰۸ لندن       | جانی هیز · ایالات متحده آمریکا    | ۲:۵۵:۱۸٫۴ | چارلز هفرون · آفریقای جنوبی       | ۲:۵۶:۰۶٫۰ | جوزف فورشا · ایالات متحده آمریکا       | ۲:۵۷:۱۰٫۴ |
| ۱۹۱۲ استکهلم    | کن مک‌آرتور · آفریقای جنوبی        | ۲:۳۶:۵۴٫۸ | کریستین گیتشام · آفریقای جنوبی    | ۲:۳۷:۵۲٫۰ | گاستون استروبینو · ایالات متحده آمریکا | ۲:۳۸:۴۲٫۴ |
| ۱۹۲۰ آنتورپ     | هانس کولهماینن · فنلاند           | ۲:۳۲:۳۵٫۸ | یوری لوسمن · استونی               | ۲:۳۲:۴۸٫۶ | والریو آری · ایتالیا                   | ۲:۳۶:۳۲٫۸ |
| ۱۹۲۴ پاریس      | آلبین استنروس · فنلاند            | ۲:۴۱:۲۲٫۶ | رومئو برتینی · ایتالیا            | ۲:۴۷:۱۹٫۶ | کلارنس دیمار · ایالات متحده آمریکا     | ۲:۴۸:۱۴٫۰ |
| ۱۹۲۸ آمستردام   | بوغیرا العوافی · فرانسه           | ۲:۳۲:۵۷   | مانوئل پلازا · شیلی               | ۲:۳۳:۲۳   | مارتی مارتیلین · فنلاند                | ۲:۳۵:۰۲   |
| ۱۹۳۲ لوس آنجلس  | خوان کارلوس زابالا · آرژانتین     | ۲:۳۱:۳۶   | سم فریس · بریتانیای کبیر          | ۲:۳۱:۵۵   | ارماس تویونن · فنلاند                  | ۲:۳۲:۱۲   |
| ۱۹۳۶ برلین      | سون کی-چانگ · ژاپن                | ۲:۲۹:۱۹٫۲ | ارنی هارپر · بریتانیای کبیر       | ۲:۳۱:۲۳٫۲ | نام سونگ-یونگ · ژاپن                   | ۲:۳۱:۴۲٫۰ |
| ۱۹۴۸ لندن       | دلفو کابررا · آرژانتین            | ۲:۳۴:۵۱٫۶ | تام ریچاردز · بریتانیای کبیر      | ۲:۳۵:۰۷٫۶ | اتین گالی · بلژیک                      | ۲:۳۵:۳۳٫۶ |
| ۱۹۵۲ هلسینکی    | امیل زاتوپک · چکسلواکی            | ۲:۲۳:۰۳٫۲ | رینالدو گورنو · آرژانتین          | ۲:۲۵:۳۵٫۰ | گوستاف یانسن · سوئد                    | ۲:۲۶:۰۷٫۰ |
| ۱۹۵۶ ملبورن     | الن میمون · فرانسه                | ۲:۲۵:۰۰   | فرانیو میهالیچ · یوگسلاوی         | ۲:۲۶:۳۲   | ویکو کاروانن · فنلاند                  | ۲:۲۷:۴۷   |
| ۱۹۶۰ رم         | آببه بیکیلا · اتیوپی              | ۲:۱۵:۱۶٫۲ | راضی بن عبدالسلام · مراکش         | ۲:۱۵:۴۱٫۶ | بری مگی · نیوزیلند                     | ۲:۱۷:۱۸٫۲ |
| ۱۹۶۴ توکیو      | آببه بیکیلا · اتیوپی              | ۲:۱۲:۱۱٫۲ | بازیل هیتلی · بریتانیای کبیر      | ۲:۱۶:۱۹٫۲ | تسوبورایا کوکیچی · ژاپن                | ۲:۱۶:۲۲٫۸ |
| ۱۹۶۸ مکزیکوسیتی | مامو وولده · اتیوپی               | ۲:۲۰:۲۶   | کنجی کیمیهارا · ژاپن              | ۲:۲۳:۳۱   | مایک رایان · نیوزیلند                  | ۲:۲۳:۴۵   |
| ۱۹۷۲ مونیخ      | فرانک شورتر · ایالات متحده آمریکا | ۲:۱۲:۱۹   | کارل لیسمونت · بلژیک              | ۲:۱۴:۳۱   | مامو وولده · اتیوپی                    | ۲:۱۵:۰۸   |
| ۱۹۷۶ مونترال    | والدمار سیرپینسکی · آلمان شرقی    | ۲:۰۹:۵۵   | فرانک شورتر · ایالات متحده آمریکا | ۲:۱۰:۴۵   | کارل لیسمونت · بلژیک                   | ۲:۱۱:۱۲   |
| ۱۹۸۰ مسکو       | والدمار سیرپینسکی · آلمان شرقی    | ۲:۱۱:۰۳   | جرارد نیبور · هلند                | ۲:۱۱:۲۰   | ساتیماکول ژومان آذروف · اتحاد شوروی    | ۲:۱۱:۳۵   |
| ۱۹۸۴ لوس آنجلس  | کارلوس لوپز · پرتغال              | ۲:۰۹:۲۱   | جان تراسی · ایرلند                | ۲:۰۹:۵۶   | چارلی اسپدینگ · بریتانیای کبیر         | ۲:۰۹:۵۸   |
| ۱۹۸۸ سئول       | جلدینو بوردین · ایتالیا           | ۲:۱۰:۳۲   | داگلاس واکیهوری · کنیا            | ۲:۱۰:۴۷   | حسین احمد صلاح · جیبوتی                | ۲:۱۰:۵۹   |
| ۱۹۹۲ بارسلون    | هوانگ یونگ-چو · کره جنوبی         | ۲:۱۳:۲۳   | کویچی موریشیتا · ژاپن             | ۲:۱۳:۴۵   | اشتفان فریگانگ · آلمان                 | ۲:۱۴:۰۰   |
| ۱۹۹۶ آتلانتا    | جوسیا توگوانه · آفریقای جنوبی     | ۲:۱۲:۳۶   | لی بونگ-جو · کره جنوبی            | ۲:۱۲:۳۹   | اریک وایننا · کنیا                     | ۲:۱۲:۴۴   |
| ۲۰۰۰ سیدنی      | گزاهگنه آبرا · اتیوپی             | ۲:۱۰:۱۱   | اریک وایننا · کنیا                | ۲:۱۰:۳۱   | تسفایه تولا · اتیوپی                   | ۲:۱۱:۱۰   |
| ۲۰۰۴ آتن        | استفانو بالدینی · ایتالیا         | ۲:۱۰:۵۵   | مب کفلزیگی · ایالات متحده آمریکا  | ۲:۱۱:۲۹   | واندرلی ده لیما · برزیل                | ۲:۱۲:۱۱   |
| ۲۰۰۸ پکن        | سامویل وانجیرو · کنیا             | ۲:۰۶:۳۲   | جواد غریب · مراکش                 | ۲:۰۷:۱۶   | تسگایه کبده · اتیوپی                   | ۲:۱۰:۰۰   |
| ۲۰۱۲ لندن       | استیون کیپروتیچ · اوگاندا         | ۲:۰۸:۰۱   | آبل کیروی · کنیا                  | ۲:۰۸:۲۷   | ویلسون کیپسانگ · کنیا                  | ۲:۰۹:۳۷   |
| ۲۰۱۶ ریو        | الیود کیپچوگه · کنیا              | ۲:۰۸:۴۴   | فییسا لیلسا · اتیوپی              | ۲:۰۹:۵۴   | گلن راپ · ایالات متحده آمریکا          | ۲:۱۰:۰۵   |
| ۲۰۲۰ توکیو      | الیود کیپچوگه · کنیا              | ۲:۰۸:۳۸   | عبدی نگیه · هلند                  | ۲:۰۹:۵۸   | بشیر عبدی · بلژیک                      | ۲:۱۰:۰۰   |
| ۲۰۲۴ پاریس      | تامیرات تولا · اتیوپی             | ۲:۰۶:۲۶   | بشیر عبدی · بلژیک                 | ۲:۰۶:۴۷   | بنسون کیپروتو · کنیا                   | ۲:۰۷:۰۰   |

#### مدال آوران چند دوره
| رتبه | ورزشکار           | کشور                      | المپیکها  | طلا | نقره | برنز | جمع |
| ---- | ----------------- | ------------------------- | --------- | --- | ---- | ---- | --- |
| 1=   | آببه بیکیلا       | اتیوپی (ETH)              | ۱۹۶۰–۱۹۶۴ | ۲   | ۰    | ۰    | ۲   |
| 1=   | والدمار سیرپینسکی | آلمان شرقی (GDR)          | ۱۹۷۶–۱۹۸۰ | ۲   | ۰    | ۰    | ۲   |
| 1=   | الیود کیپچوگه     | کنیا (KEN)                | ۲۰۱۶–۲۰۲۰ | ۲   | ۰    | ۰    | ۲   |
| ۴    | فرانک شورتر       | ایالات متحده آمریکا (USA) | ۱۹۷۲–۱۹۷۶ | ۱   | ۱    | ۰    | ۲   |
| ۵    | مامو وولده        | اتیوپی (ETH)              | ۱۹۶۸–۱۹۷۲ | ۱   | ۰    | ۱    | ۲   |
| 6=   | کارل لیسمونت      | بلژیک (BEL)               | ۱۹۷۲–۱۹۷۶ | ۰   | ۱    | ۱    | ۲   |
| 6=   | اریک وایننا       | کنیا (KEN)                | ۱۹۹۶–۲۰۰۰ | ۰   | ۱    | ۱    | ۲   |
| 6=   | بشیر عبدی         | بلژیک (BEL)               | ۲۰۲۰–۲۰۲۴ | ۰   | ۱    | ۱    | ۲   |

#### بر حسب کشور

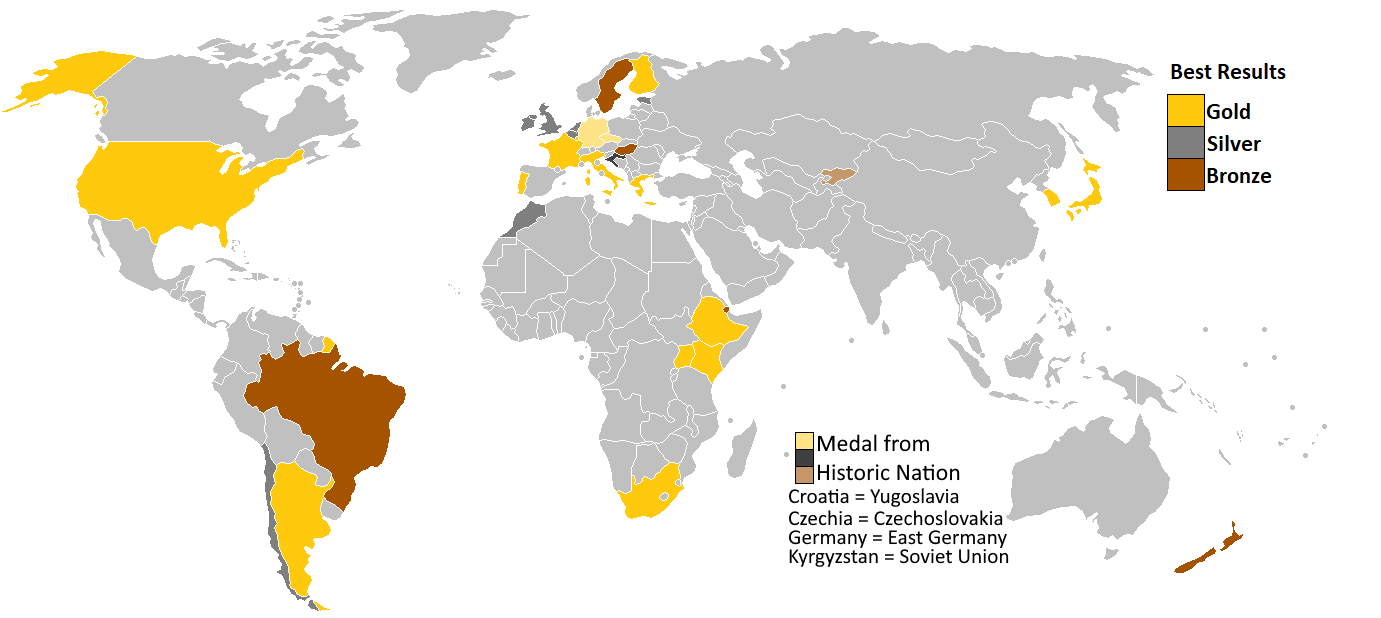
نقشه بهترین نتایج کشورها – ماراتن مردان

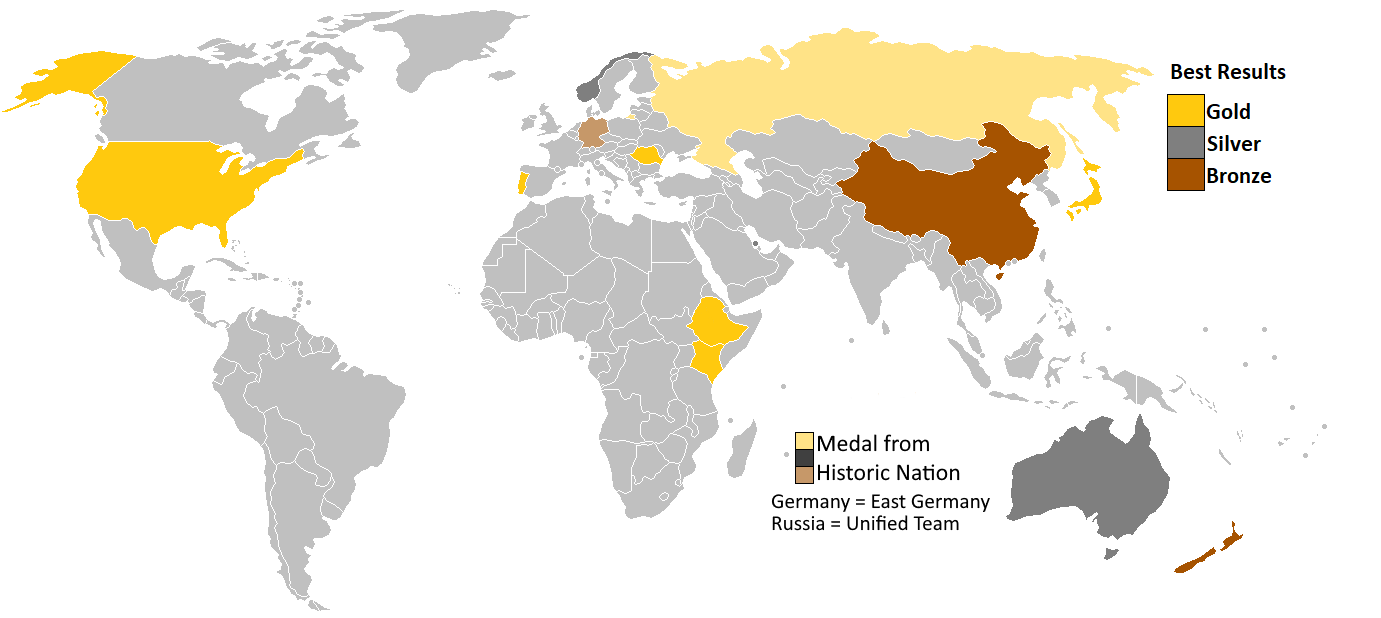
Map of countries' best results – Women's Marathon

تا تاریخ المپیک ۲۰۲۰
| رتبه            | کشور                      | طلا | نقره | برنز | مجموع |
| --------------- | ------------------------- | --- | ---- | ---- | ----- |
| ۱               | اتیوپی (ETH)              | ۵   | ۱    | ۳    | ۹     |
| ۲               | کنیا (KEN)                | ۳   | ۳    | ۲    | ۸     |
| ۳               | ایالات متحده آمریکا (USA) | ۳   | ۲    | ۵    | ۱۰    |
| ۴               | فرانسه (FRA)              | ۳   | ۲    | ۰    | ۵     |
| ۵               | آفریقای جنوبی (RSA)       | ۲   | ۲    | ۰    | ۴     |
| ۶               | ایتالیا (ITA)             | ۲   | ۱    | ۱    | ۴     |
| ۷               | آرژانتین (ARG)            | ۲   | ۱    | ۰    | ۳     |
| ۸               | فنلاند (FIN)              | ۲   | ۰    | ۳    | ۵     |
| ۹               | آلمان شرقی (GDR)          | ۲   | ۰    | ۰    | ۲     |
| ۱۰              | ژاپن (JPN)                | ۱   | ۲    | ۲    | ۵     |
| ۱۱              | کره جنوبی (KOR)           | ۱   | ۱    | ۰    | ۲     |
| ۱۱              | یونان (GRE)               | ۱   | ۱    | ۰    | ۲     |
| ۱۳              | اوگاندا (UGA)             | ۱   | ۰    | ۰    | ۱     |
| ۱۳              | پرتغال (POR)              | ۱   | ۰    | ۰    | ۱     |
| ۱۳              | چکسلواکی (TCH)            | ۱   | ۰    | ۰    | ۱     |
| ۱۶              | بریتانیای کبیر (GBR)      | ۰   | ۴    | ۱    | ۵     |
| ۱۷              | مراکش (MAR)               | ۰   | ۲    | ۰    | ۲     |
| ۱۷              | هلند (NED)                | ۰   | ۲    | ۰    | ۲     |
| ۱۹              | بلژیک (BEL)               | ۰   | ۱    | ۳    | ۴     |
| ۲۰              | استونی (EST)              | ۰   | ۱    | ۰    | ۱     |
| ۲۰              | ایرلند (IRL)              | ۰   | ۱    | ۰    | ۱     |
| ۲۰              | شیلی (CHI)                | ۰   | ۱    | ۰    | ۱     |
| ۲۰              | یوگسلاوی (YUG)            | ۰   | ۱    | ۰    | ۱     |
| ۲۴              | سوئد (SWE)                | ۰   | ۰    | ۲    | ۲     |
| ۲۴              | نیوزیلند (NZL)            | ۰   | ۰    | ۲    | ۲     |
| ۲۶              | آلمان (GER)               | ۰   | ۰    | ۱    | ۱     |
| ۲۶              | اتحاد شوروی (URS)         | ۰   | ۰    | ۱    | ۱     |
| ۲۶              | برزیل (BRA)               | ۰   | ۰    | ۱    | ۱     |
| ۲۶              | جیبوتی (DJI)              | ۰   | ۰    | ۱    | ۱     |
| ۲۶              | مجارستان (HUN)            | ۰   | ۰    | ۱    | ۱     |
| مجموع (۳۰ کشور) | مجموع (۳۰ کشور)           | ۳۰  | ۲۹   | ۲۹   | ۸۸    |

### زنان
| بازی‌ها         | طلا                             | طلا     | نقره                     | نقره    | برنز                              | برنز    |
| ۱۹۸۴ لوس آنجلس | جون بنویت · ایالات متحده آمریکا | ۲:۲۴:۵۲ | گرت وایتس · نروژ         | ۲:۲۶:۱۸ | رزا موتا · پرتغال                 | ۲:۲۶:۵۷ |
| ۱۹۸۸ سئول      | رزا موتا · پرتغال               | ۲:۲۵:۴۰ | لیزا مارتین · استرالیا   | ۲:۲۵:۵۳ | کاترین دوره هاینیخ · آلمان شرقی   | ۲:۲۶:۲۱ |
| ۱۹۹۲ بارسلون   | والنتینا یگورووا · تیم متحد     | ۲:۳۲:۴۱ | یوکو اریموری · ژاپن      | ۲:۳۲:۴۹ | لورن مولر · نیوزیلند              | ۲:۳۳:۵۹ |
| ۱۹۹۶ آتلانتا   | فاتوما روبا · اتیوپی            | ۲:۲۶:۰۵ | والنتینا یگورووا · روسیه | ۲:۲۸:۰۵ | یوکو اریموری · ژاپن               | ۲:۲۸:۳۹ |
| ۲۰۰۰ سیدنی     | نائوکو تاکاهاشی · ژاپن          | ۲:۲۳:۱۴ | لیدیا سیمون · رومانی     | ۲:۲۳:۲۲ | جویس چپومبا · کنیا                | ۲:۲۴:۴۵ |
| ۲۰۰۴ آتن       | میزوکی نوگوچی · ژاپن            | ۲:۲۶:۲۰ | کاترین ندربا · کنیا      | ۲:۲۶:۳۲ | دینا کاستور · ایالات متحده آمریکا | ۲:۲۷:۲۰ |
| ۲۰۰۸ پکن       | کونستانتینا دیتا · رومانی       | ۲:۲۶:۴۴ | کاترین ندربا · کنیا      | ۲:۲۷:۰۶ | ژو چونکسیو · چین                  | ۲:۲۷:۰۷ |
| ۲۰۱۲ لندن      | تیکی گلانا · اتیوپی             | ۲:۲۳:۰۷ | پریسکا جپتو · کنیا       | ۲:۲۳:۱۲ | تاتیانا پترووا آرخیپووا · روسیه   | ۲:۲۳:۲۹ |
| ۲۰۱۶ ریو       | جمیما سومگونگ · کنیا            | ۲:۲۴:۰۴ | یونیس کیروا · بحرین      | ۲:۲۴:۱۳ | مر دیبابا · اتیوپی                | ۲:۲۴:۳۰ |
| ۲۰۲۰ توکیو     | پرس جپچیرچیر · کنیا             | ۲:۲۷:۲۰ | بریجید کوسگی · کنیا      | ۲:۲۷:۳۶ | مالی سایدل · ایالات متحده آمریکا  | ۲:۲۷:۴۶ |
| ۲۰۲۴ پاریس     | سیفان حسن · هلند                | ۲:۲۲:۵۵ | تیگست آسفا · اتیوپی      | ۲:۲۲:۵۸ | هلن اوبیری · کنیا                 | ۲:۲۳:۱۰ |

#### مدال آوران چند دوره
| رتبه | ورزشکار          | کشور                         | المپیک    | طلا | نقره | برنز | جمع |
| ---- | ---------------- | ---------------------------- | --------- | --- | ---- | ---- | --- |
| ۱    | والنتینا یگورووا | تیم متحد (EUN) · روسیه (RUS) | ۱۹۹۲–۱۹۹۶ | ۱   | ۱    | ۰    | ۲   |
| ۲    | رزا موتا         | پرتغال (POR)                 | ۱۹۸۴–۱۹۸۸ | ۱   | ۰    | ۱    | ۲   |
| ۳    | کاترین ندربا     | کنیا (KEN)                   | ۲۰۰۴–۲۰۰۸ | ۰   | ۲    | ۰    | ۲   |
| ۴    | یوکو اریموری     | ژاپن (JPN)                   | ۱۹۹۲–۱۹۹۶ | ۰   | ۱    | ۱    | ۲   |

#### بر حسب کشور
تا تاریخ the 2020 Olympics
| رتبه            | کشور                      | طلا | نقره | برنز | مجموع |
| --------------- | ------------------------- | --- | ---- | ---- | ----- |
| ۱               | کنیا (KEN)                | ۲   | ۴    | ۱    | ۷     |
| ۲               | ژاپن (JPN)                | ۲   | ۱    | ۱    | ۴     |
| ۳               | اتیوپی (ETH)              | ۲   | ۰    | ۱    | ۳     |
| ۴               | رومانی (ROM)              | ۱   | ۱    | ۰    | ۲     |
| ۵               | ایالات متحده آمریکا (USA) | ۱   | ۰    | ۲    | ۳     |
| ۶               | پرتغال (POR)              | ۱   | ۰    | ۱    | ۲     |
| ۷               | تیم متحد (EUN)            | ۱   | ۰    | ۰    | ۱     |
| ۸               | روسیه (RUS)               | ۰   | ۱    | ۱    | ۲     |
| ۹               | استرالیا (AUS)            | ۰   | ۱    | ۰    | ۱     |
| ۹               | بحرین (BRN)               | ۰   | ۱    | ۰    | ۱     |
| ۹               | نروژ (NOR)                | ۰   | ۱    | ۰    | ۱     |
| ۱۲              | آلمان شرقی (GDR)          | ۰   | ۰    | ۱    | ۱     |
| ۱۲              | نیوزیلند (NZL)            | ۰   | ۰    | ۱    | ۱     |
| ۱۲              | چین (CHN)                 | ۰   | ۰    | ۱    | ۱     |
| مجموع (۱۴ کشور) | مجموع (۱۴ کشور)           | ۱۰  | ۱۰   | ۱۰   | ۳۰    |

## بازی‌های درونی
بازی‌های بین‌المللی ۱۹۰۶ در آتن برگزار شد و در آن زمان رسماً به عنوان بخشی از سری بازی‌های المپیک شناخته شد، با این هدف که بازی‌هایی در یونان در فواصل دو ساله بین المپیک‌های بین‌المللی برگزار شود. با این حال، این طرح هرگز به نتیجه نرسید و کمیته بین‌المللی المپیک (IOC) بعداً تصمیم گرفت این بازی‌ها را به عنوان بخشی از سری رسمی المپیک به رسمیت نشناسد. برخی از مورخان ورزش نتایج این بازی‌ها را به عنوان بخشی از المپیک تلقی می‌کنند.
در این رویداد یک ماراتن مردان به طول ۴۱٫۸۶ ک‌م برگزار شد و بیلی شرینگ از کانادا برنده این رقابت شد. جان سوانبرگ، نایب قهرمان مسابقه شد و ویلیام فرانک آمریکایی برنده مدال برنز شد.
| بازی‌ها   | طلا              | نقره             | برنز               |
| آتن ۱۹۰۶ | بیلی شرینگ (CAN) | جان سونبرگ (SWE) | ویلیام فرانک (USA) |